# تاکشی شیمیزو
تاکشی شیمیزو (انگلیسی: Takeshi Shimizu؛ زادهٔ ۱۸ اوت ۱۹۷۵) بازیکن فوتبال اهل ژاپن است.